# Destination X
|  | Denne artikel handler om wrestlingshowet, der foregik fra 2005 til 2017. For DR's reality- og quizprogram med samme navn se Destination X (tv-program). |
Destination X var et pay-per-view-show inden for wrestling produceret af Total Nonstop Action Wrestling (TNA). Det var ét af organisationens månedlige shows, der blev afholdt i marts siden 2005. I 2011 blev showet dog flyttet til juli og byttede dermed plads med pay-per-view-showet Victory Road. På trods af navnet og showets promovering fokuserede Destination X ikke på TNA's særlige X Division mere end andre af TNA's pay-per-view-shows. I 2005, 2006, 2009 og 2010 blev der dog afholdt specielle Ultimate X-kampe. TNA ændrede denne procedure i 2011, hvor showet udelukkende fokuserede på X Division. 

## Resultater

### 2010
Destination X 2010 blev afholdt d. 21. marts 2010 fra Impact! Zone i Orlando, Florida. 
- Kazarian besejrede Daniels, Amazing Red og Brian Kendrick i en Ladder match
- TNA Women's Knockout Championship: Tara besejrede Daffney
- TNA Global Championship: Rob Terry besejrede Brutus Magnus
- The Motor City Machineguns (Chris Sabin og Alex Shelley) besejrede Generation Me (Max og Jeremy Buck)	i en Ultimate X match
- The Band (Scott Hall og Syxx-Pac) besejrede Kevin Nash og Eric Young
  - Med sejren fik Scott Hall og Syxx-Pac kontrakter i TNA.
- TNA X Division Championship: Doug Williams besejrede Shannon Moore
- TNA World Tag Team Championship: Matt Morgan og Hernandez besejrede Beer Money, Inc. (Robert Roode og James Storm)
- Kurt Angle besejrede Mr. Anderson
- TNA World Heavyweight Championship: A.J. Styles (med Ric Flair og Chelsea) kæmpede uafgjort mod Abyss

### 2011
Destination X 2011 blev afholdt d. 10. juli 2011 fra Impact Wrestling Zone i Orlando, Florida. 
- Kazarian besejrede Samoa Joe
- Douglas Williams besejrede Mark Haskins
- Eric Young og Shark Boy besejrede Generation Me (Max og Jeremy Buck)
- Alex Shelley besejrede Robbie E, Shannon Moore og Amazing Red i en Ultimate X match
- Rob Van Dam besejrede Jerry Lynn
- Austin Aries besejrede Zema Ion, Low Ki og Jack Evans i en four-way match
- TNA X Division Championship: Brian Kendrick besejrede Abyss
- A.J. Styles besejrede Christopher Daniels